# Andranik Teymourian
Andranik Samarani Teymourian (armenisch Անդրանիկ Սամարանի Թեյմուրյան, persisch آندرانيک تيموريان;  * 6. März 1983 in Teheran) ist ein ehemaliger iranischer Fußballspieler. Er gehört der armenischen Minderheit im Iran an und war 2015 der einzige iranische Nationalspieler christlichen Glaubens sowie der erste christliche Kapitän der Nationalmannschaft überhaupt.

## Karriere
Teymourian spielte in der Jugend und in seinen jungen Jahren als Profi bei vier verschiedenen Vereinen seiner Heimatstadt Teheran, zuletzt bis 2004 beim FC Oghab. Dann wechselte der Mittelfeldspieler zu dem für seine Nachwuchsarbeit bekannten Verein Abu Moslem Mashhad in die zweitgrößte Stadt des Iran, wo ihm der Durchbruch in der ersten iranischen Liga gelang.
Andranik Teymourian wurde sehr früh auch für die nationalen Auswahlen des Iran entdeckt und durchlief alle Jugendnationalmannschaften. Am 24. August 2005 hatte er seinen ersten Einsatz in der iranischen A-Nationalmannschaft und kam danach regelmäßig zum Einsatz. Dementsprechend stand er bei der Fußball-Weltmeisterschaft 2006 in Deutschland auch im WM-Aufgebot des Iran. Dort spielte er auch alle drei Spiele seines Landes durch und konnte trotz des Ausscheidens in der Vorrunde überzeugen.
Nach der WM zeigte der englische Premier-League-Verein Bolton Wanderers Interesse an dem iranischen Jungstar und sicherte sich für zwei Jahre seine Dienste.
Dann am 12. Juni 2008 wechselte er innerhalb der Premier League ablösefrei zum FC Fulham. 2010 kehrte er in den Iran zurück, dort unterschrieb er einen Vertrag für Tractor Sazi Täbris. Nach einer Saison wechselte er zum Ligakonkurrenten Esteghlal Teheran, ehe er zur Saison 2012/13 nach Katar zum Al-Kharitiyath SC wechselte. 2013 folgte die Rückkehr zu Esteghlal Teheran, 2014 zu Tractor Sazi Täbris.
Teymourians älterer Bruder Serjik (1974–2020) spielte von 1999 bis 2000 beim damaligen deutschen Zweitligisten 1. FSV Mainz 05, wurde aber nur acht Mal eingesetzt.
Auch für die WM 2014, für welche sich die iranische Nationalmannschaft qualifizierte, wurde Teymourian nominiert. Er wurde in allen drei Vorrundenspielen eingesetzt und absolvierte damit die Länderspieleinsätze 79 bis 81.
Im April 2015 wurde er zum Kapitän der Nationalmannschaft.